# 最長の日記のリスト
最長の日記のリスト（さいちょうのにっきのりすと、英: List of longest diaries）とは日記の一覧で、主に単語数や期間によって特筆すべき長さのものを記載している。
| 著者                                       | 単語数  | 期間 | 年代      | 注釈 |
| ------------------------------------------ | ------- | ---- | --------- | --- |
| ローラ・ペンローズ・フランシス             | 4000万  | 60年 | 1952–2012 | 2012年時点での単語数と期間                                                                                      |
| ロバート・シールズ                         | 3750万  | 25年 | 1972–1997 | 正確な単語数は2049年まで入手不可                                                                                |
| クロード・フレデリックス                   | 3000万  | 80年 | 1932–2013 | 単語数は推定値；原稿は65,000ページに及ぶ                                                                        |
| ジョセフ・ホロウェイ                       | 2500万  | 45年 | 1899–1944 | 「ダブリンの劇場通い」。1899年から1944年までの日記が出版された                                                  |
| エドワード・ロブ・エリス                   | 2200万  | 71年 | 1927–1998 | |
| トニー・ベン                               | 2000万  | 69年 | 1940–2009 | より正確な推定は1570万。「2007年時点での未編集の完全な日記は約1500万語に達する」                                |
| ハインリヒ・ヴィット                       | 1800万  | 70年 | 1859–1890 | ヴィット（1799–1892）はドイツで生まれ、ペルーに住み、英語で書いた                                               |
| アーサー・クルー・インマン                 | 1700万  | 44年 | 1919–1963 | 155巻 他の資料では1000万語とされる                                                                              |
| ネラ・ラスト                               | 1200万  | 28年 | 1939–1967 | マス・オブザベーションプロジェクトの参加者                                                                      |
| ジョン・ヘンリー・ソルター医師             | 1000万  | 83年 | 1849–1932 | エセックス州トレシャント・ダーシーの開業医                                                                      |
| アンリ・フレデリック・アミエル             | 600万   | 42年 | 1839–1881 | 173冊のジャーナル；16,800ページ                                                                                 |
| エルズワース・ジェームズ                   | 590万   | 63年 | 1944–2007 | 単語数には手書きだった最初の年（1944年）は含まれていない。1946-2007年は手動でタイプされた                       |
| ジョン・ガッド                             | 400万   | 45年 | 1975–2020 | 1947年に開始したが一貫して記録されたのは1975年から                                                              |
| ジョージ・C・エドラー                      | 285.9万 | 80年 | 1907–1987 | 76巻 1987年と1988年の『ギネスブック・オブ・レコーズ』では日付が異なる                                           |
| ヘンリー・デイヴィッド・ソロー             | 200万   | 25年 | 1837–1861 | 39冊のノートに200万語以上                                                                                       |
| ベアトリス・ウェッブ                       | 179万   | 70年 | 1873–1943 | 日記はオンラインで閲覧可能                                                                                      |
| サミュエル・ピープス                       | 125万   | 9年  | 1660–1669 | 速記で書かれている 1893年版はオンラインで入手可能                                                               |
| マーガレット・エリザベス・ファウンテン     | 100万   | 61年 | 1878–1939 | 12巻の日記 |
| ジーン・ルーシー・プラット                 | 100万   | 61年 | 1925–1986 | 45冊の練習帳に100万語以上                                                                                       |
| アーネスト・エイチー・ロフタス             | 不明    | 91年 | 1896–1987 | 最も長期間記録された日記のギネス世界記録                                                                        |
| イーヴィー・リスキ                         | 不明    | 90年 | 1936–2025 | 「100歳のアメリカ人女性が90年間毎日日記をつけている…ほぼ33,000のエントリー…」                                   |
| キャロライン・ブレイ                       | 不明    | 87年 | 1815–1902 | 旧姓ヘネル；ジョージ・エリオットの親しい友人。日記と雑記帳                                                      |
| アン・パーキンス                           | 不明    | 74年 | 1935–2009 | 10歳の時から日記をつけ始め、100冊以上を書いた。16巻は彼女が司書として働いていたスワースモア大学に保管されている |
| クロード・モーリアック                     | 不明    | 69年 | 1927–1995 | ルジュンーヌは68年と69年の両方を記載している。「総ページ数はまだ数えていないが、日記は3.5メートルに及ぶ」       |
| 三条西実隆                                 | 不明    | 62年 | 1455–1537 | 彼の『実隆公記』は63年の期間とも記載されている                                                                  |
| ウィリアム・ライアン・マッケンジー・キング | 不明    | 57年 | 1893–1950 | 単語数は記載されていないが、原稿は50,000ページを超える                                                          |

ウィリアム・マシューズは、『英国の日記：1442年から1942年の間に書かれた英国の日記の注釈付き書誌』（カリフォルニア大学出版局、バークレーとロサンゼルス、1950年）で、30年以上続いた400の日記を列挙している。